# Monvel
Monvel fou un estat tributari protegit de l'agència de Kathiawar al prant de Sorath, presidència de Bombai, format per tres pobles amb 1.967 habitants (1901). Els ingressos s'estimaven vvers 1900 en 18.200 rupies. Els governants eren rajputs kathis i pagaven un tribut de 313 rupies al Gaikwar de Baroda.